# Carlijn Jans
Carlijn Ghijssen-Jans (Breda, 24 luglio 1987) è una pallavolista olandese, centrale dello Sliedrecht.

## Carriera

### Club
La carriera di Carlijn Jans inizia nel settore giovanile del Vughtse, prima si trasferirsi in quello Symmachia Roosendaal. Nella stagione 2004-05 esordisce in Eredivisie con la maglia dello Sliedrecht, che lascia nella stagione seguente, quando si trasferisce al Martinus, dove milita per un biennio, vincendo due scudetti e altrettante Coppe dei Paesi Bassi.
Nel campionato 2007-08 firma il suo primo contratto all'estero, ingaggiata dal club Italiano del Chieri, in Serie A1, mentre nel campionato successivo si trasferisce in Germania, difendendo i colori dello Schweriner, in 1. Bundesliga, vincendo lo scudetto.
Rientra in patria per vestire la maglia dell'Alterno nella stagione 2009-10, militando ben cinque annate nel club e vincendo un altro scudetto e un'altra coppa nazionale. Nel campionato 2014-15 passa al Taurus, ma lascia il club dopo pochi mesi, trasferendosi allo Sneek, centrando altri due scudetti e la sua prima Supercoppa olandese fino al termine del campionato seguente.
Nella stagione 2016-17 fa ritorno allo Sliedrecht, conquistando quattro scudetti, tre coppe nazionali e quattro Supercoppe olandesi.

### Nazionale
Nel 2004 riceve le prime convocazioni nella nazionale olandese, con cui in seguito vince la medaglia d'oro al Montreux Volley Masters 2007.

## Palmarès

### Club
- Campionato olandese: 9

2005-06, 2006-07, 2013-14, 2014-15, 2015-16, 2016-17, 2017-18, 2018-19, 2020-21
- Campionato tedesco: 1

2008-09
- Coppa dei Paesi Bassi: 6

2005-06, 2006-07, 2013-14, 2017-18, 2018-19, 2019-20
- Supercoppa olandese: 4

2015, 2017, 2018, 2019, 2020

### Nazionale (competizioni minori)
- Montreux Volley Masters 2007